# Карин
Марк Аврелий Карин (Marcus Aurelius Carinus) е римски император от 282 до 285 година. Той е по-големият син на император Кар (282 – 283 г.) и е брат на Нумериан (283 – 284 г.).
Веднага след като баща му Кар става император през 282 г., Карин получава от него ранг цезар, а след това и август, през юли 283 година. Докато Кар и Нумериан се отправят към източната граница на поход срещу сасанидските перси, Карин е изпратен да управлява западните провинции. В началото той се справя добре с тази задача – в Рим преустройва курията на Сената и устройва зрелища за народа, администрира разумно провинциите на империята, потушава размириците, надигащи се в Галия и Британия, побеждава квадите по Рейн и празнува триумф.
Смъртта на Кар в Месопотамия през 283 г., оставя императорската власт в ръцете на двамата му синове. По това време Карин се завръща в Рим и открито проявява склонността си към лекомислен и развратен живот, занемарява управлението, започва да се отнася високомерно със сенаторите и демонстрира деспотична власт.
Доколко морализаторската пропаганда на неговите опоненти се покрива с реалността е неясно, но Карин, който управлява в критичен за империята период, едва ли е бил образец за отговорен и нравствен управник. Несъвсем достоверната „История на императорите“ приписва на Карин всички пороци и недостатъци, типични за един римски тиранин – слабост към разкоша и удоволствията, разпуснато поведение, своеволна жестокост. В нея се споменава и че през краткото си управление той се жени и развежда девет пъти. Обграден с евнуси и съмнителни лица, на които поверява важни отговорности, императорът пилее време и пари в празненства, събирайки в двореца тълпа от певци, комедианти, проститутки.
Когато в края на 284 г. завръщащият се от изток негов брат и съуправител Нумериан умира, в империята отново започват граждански войни. През 284/5 г. Карин разгромява в Далмация узурпатора Юлиан от Панония, но тогава в Галия започва голямото селско въстание на багаудите.
Междувременно се появява нов претендент за трона – командирът на императорската охрана Диоклециан е издигнат на мястото на починалия Нумериан (в края на 284 г.) от източните легиони, отказващи да приемат властта на Карин. През септември 285 г. в битката при река Морава, Илирик, Карин едва не излиза победител, когато се разнася новината, че той е убит от един офицер, чиято годеница била изнасилена от императора. Около този случай липсва достатъчно яснота в записите – Диоклециан може би побеждава след като преторианците дезертират и убиват Карин в деня на сражението. Всички армии минават на страната на Диоклециан, с което епохата на войнишките императори приключва.
Древните биографи представят Карин в крайно неблагоприятна светлина и почти го нареждат сред най-позорните императори, сравнявайки го по поквареност, вероятно пресилено, с Елагабал и Калигула. След смъртта му е осъден на damnatio memoriae от Сената. В действителност Диоклециан възприема и доразвива някои от методите на Карин за централизиране и укрепяне на имперската власт.